# Cesarzowice (powiat wrocławski)
Cesarzowice (niem. Blankenau)– wieś w Polsce położona w województwie dolnośląskim, w powiecie wrocławskim, w gminie Kąty Wrocławskie.
W latach 1975–1998 miejscowość należała administracyjnie do województwa wrocławskiego.
Populacja rośnie od kilku lat:
| rok        | 2007 | 2008 | 2009 | 2010 | 2011 | 2012 | 2013 | 2014 | 2015 | 2016 | 2017 | 2018 | 2019 |
| ---------- | ---- | ---- | ---- | ---- | ---- | ---- | ---- | ---- | ---- | ---- | ---- | ---- | ---- |
| mieszkańcy | 109  | 109  | 111  | 112  | 114  | 108  | 109  | 112  | 111  | 125  | 129  | 138  | 140  |